# Kratochvíle (zámek)
Kratochvíle (německy Kurzweil) je renesanční zámek 2 km severozápadně od města Netolice v okrese Prachatice. Patří k významným ukázkám venkovského šlechtického sídla s uplatněním italských architektonických vlivů. Jako lovecký letohrádek jej nechal postavit přední český velmož Vilém z Rožmberka koncem 16. století. Za dalších majitelů (Eggenbergové, Schwarzenbergové) stál stranou zájmu, a díky tomu se víceméně dochoval v původní podobě z doby Rožmberků. Zámek je ve správě Národního památkového ústavu a je veřejně přístupný.

## Historie

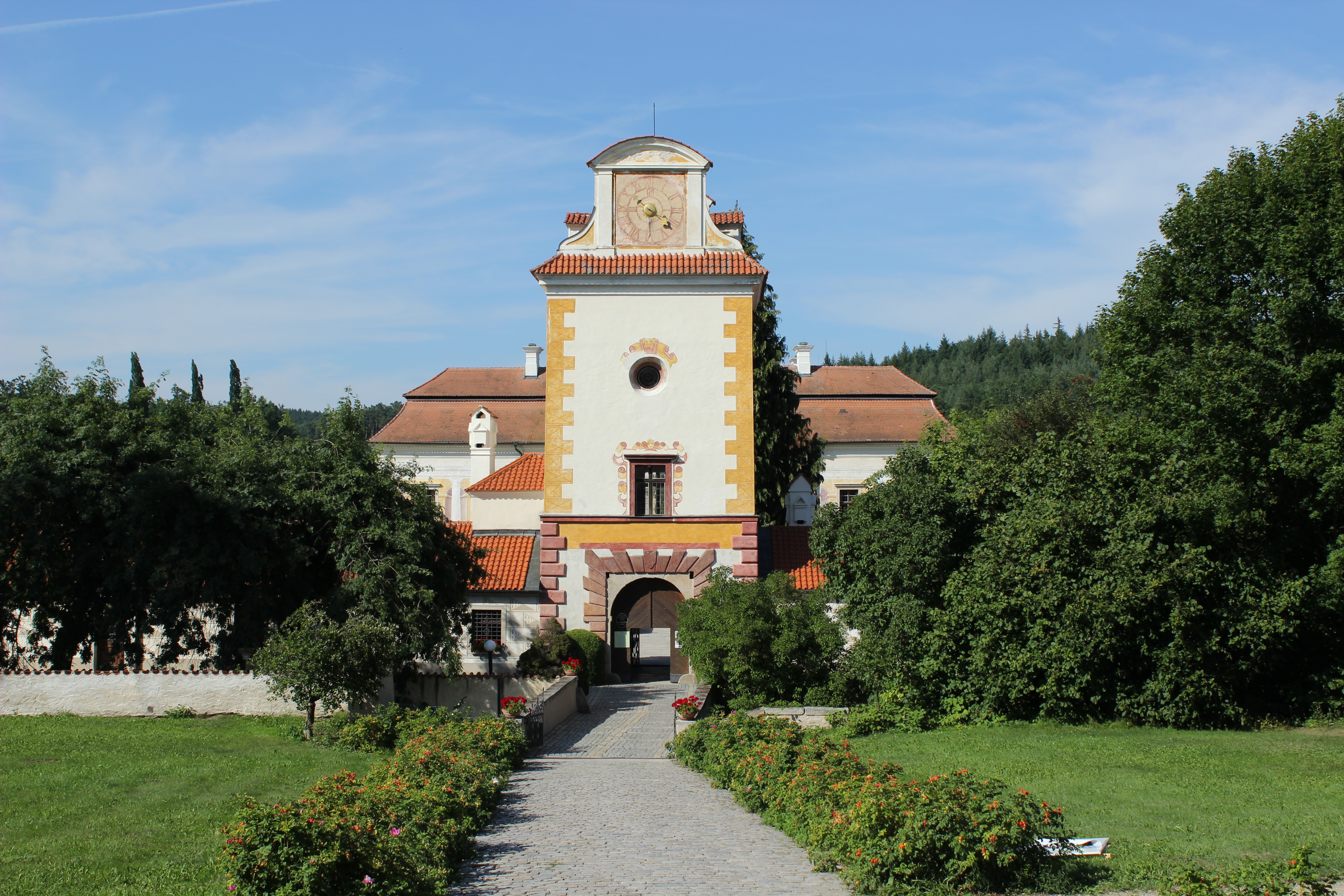
Vstupní brána

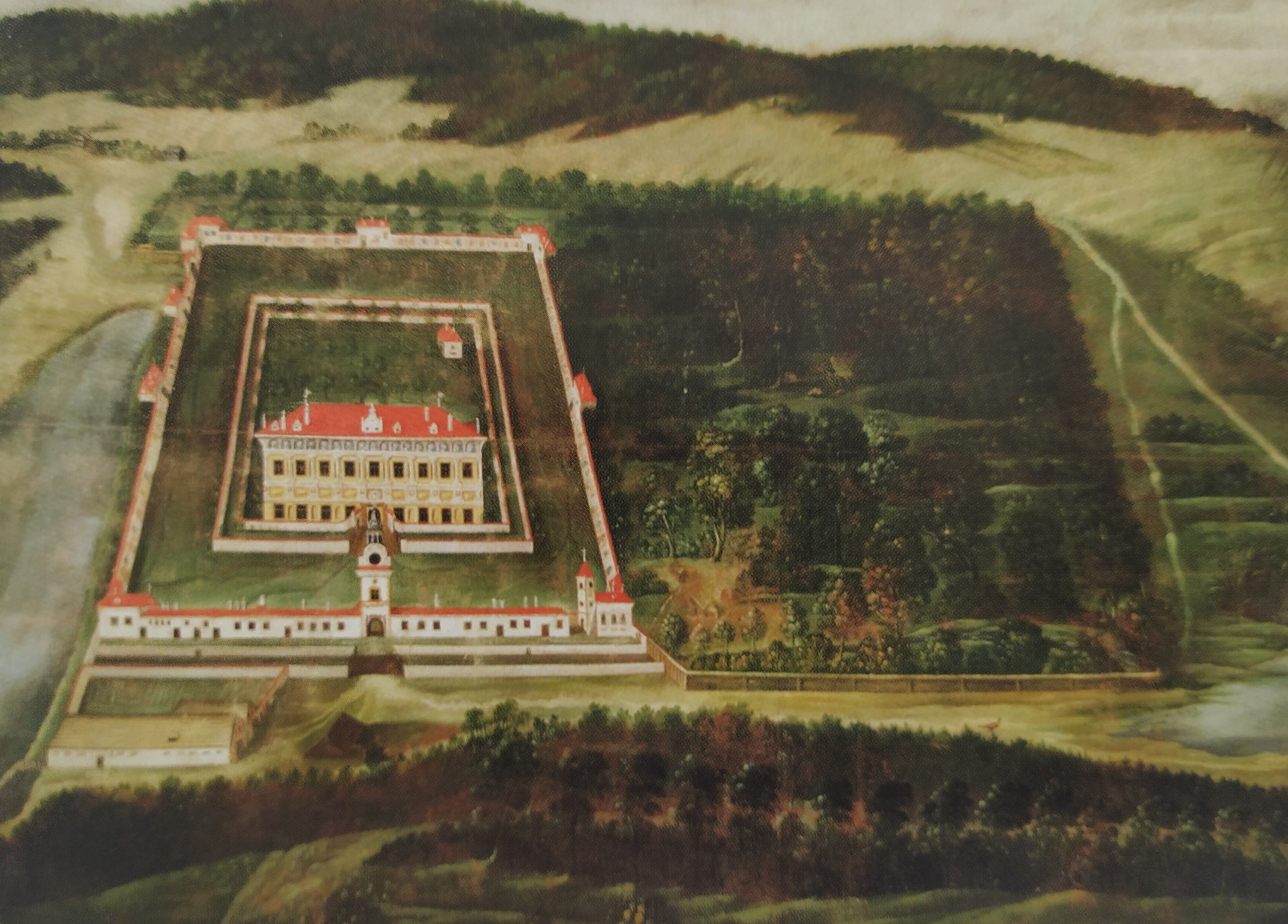
Zámek Kratochvíle (výřez z obrazové mapy netolického panství, 1686, Heinrich de Veerle)

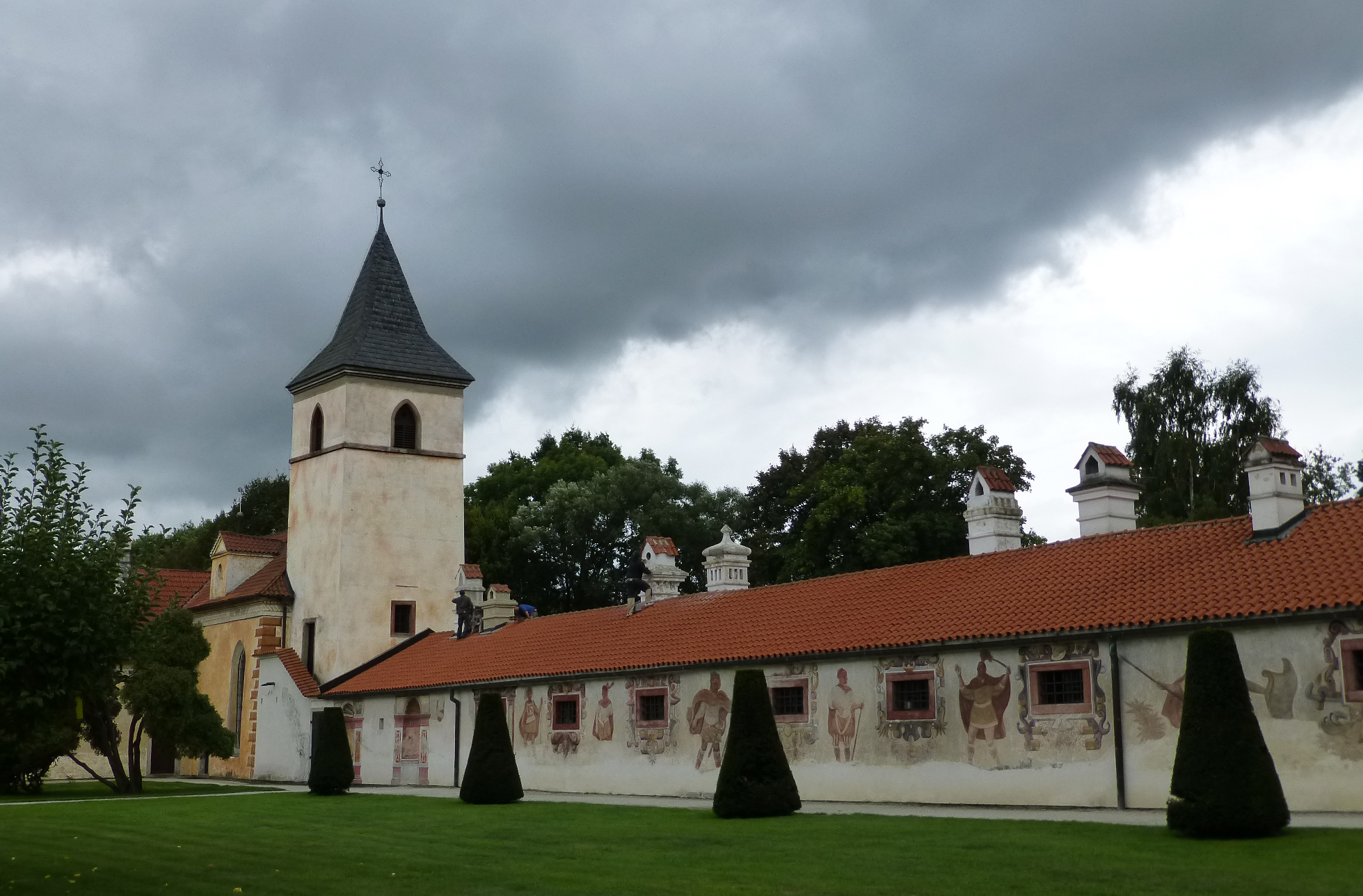
Fresky na venkovní zdi a kaple Narození Panny Marie

Na místě dnešního zámku původně stával hospodářský dvůr nazývaný Leptáč, který v roce 1569 věnoval Vilém z Rožmberka regentu rožmberského dominia a budovateli jihočeských rybníků Jakubu Krčínovi z Jelčan. Krčín zde postavil nový dvůr, kolem něhož zřídil rozsáhlou loveckou oboru. Takto půvabně položený dvůr se rožmberskému vladaři zalíbil natolik, že ho v roce 1579 směnil s Krčínem za městečko Sedlčany s deseti vesnicemi.
Do současné podoby po vzoru italských vil nechal zámek vystavět Vilém z Rožmberka v letech 1583–1589, výstavbou pověřil vlašského stavitele Baldassara Maggiho z Arogna. Maggi pracoval pro Rožmberky a jejich příbuzné pány z Hradce i na dalších sídlech. Zatímco v Českém Krumlově, Bechyni, Telči nebo Jindřichově Hradci musel respektovat starší stavební dispozice, na Kratochvíli dostal příležitost vybudovat zcela nový zámek v čistě renesančním stylu italských předměstských vil, jaké poznal Vilém z Rožmberka na své cestě po Itálii v letech 1551–1552.
Přísně symetrickou dispozici areálu zdůrazňuje vodní příkop obklopující ze všech čtyř stran hlavní budovu. Tento vodní prvek měl i praktické využití, protože do něj byla svedena spodní voda z nestabilního bažinatého podloží. Zámeckému areálu dominuje ohradní zeď se vstupní věží, v jihovýchodní části byla postavena kaple Narození Panny Marie. Kaple byla původně bez věže, aby nerušila geometrickou symetrii, věž byla přistavěna až později. V roce 1589 vysvětil kapli apoštolský nuncius Antonio Puteo. Reliéfní výzdobu patra vily a zámecké kaple provedl v letech 1588–1589 italský štukatér Antonio Melana. Autorem malířských prací na zámku z roku 1589 je Georg Widman. Hospodářské zázemí zámku zajišťoval nedaleký Petrův Dvůr na cestě do Netolic. Průběh budování Kratochvíle v několika etapách zachytil ve své práci rožmberský kronikář Václav Březan, i když jeho údaje nejsou vždy zcela přesné.

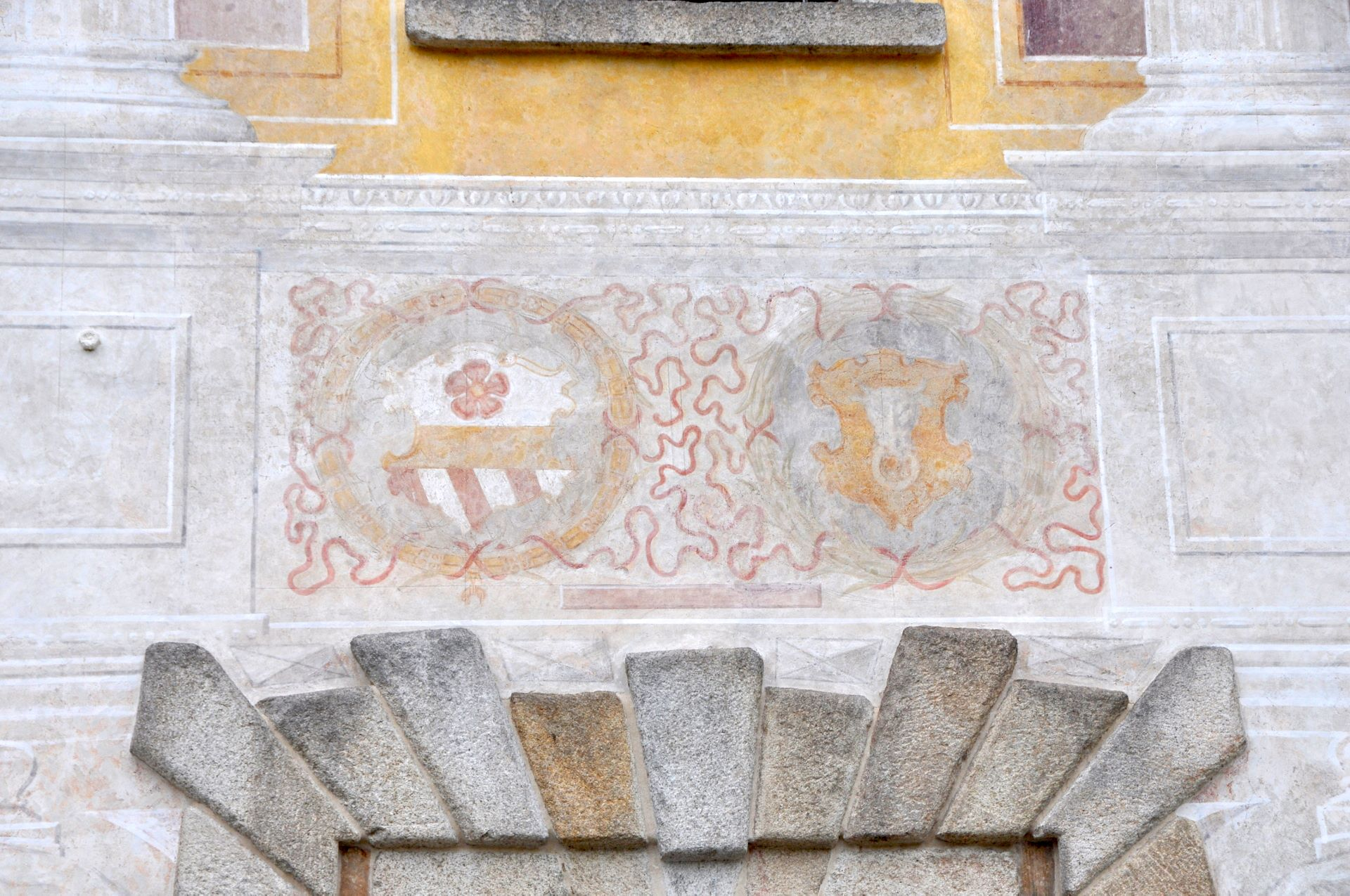
Portál vstupní brány, erb Viléma z Rožmberka a jeho čtvrté manželky Polyxeny z Pernštejna

Ještě před úplným dokončením Kratochvíle sem často jezdil Vilém z Rožmberka, kterého doprovázela jeho čtvrtá a poslední manželka Polyxena, rozená z Pernštejna (alianční erb Rožmberků a Pernštejnů je umístěn na vstupní věži). Častým hostem byl také Vilémův mladší bratr Petr Vok nebo arcivévoda Ferdinand II. Tyrolský. Na hony sem byli zváni i další významní hosté, přední úředníci království, například Kryštof z Lobkovic, Jan z Valdštejna, Jaroslav I. Smiřický ze Smiřic, Jiří Bořita z Martinic, moravský zemský hejtman Hynek Brtnický z Valdštejna nebo pražský arcibiskup Zbyněk Berka z Dubé a Lipé. Na zámku se konalo také několik svateb vysoce postavených úředníků rožmberského dvora. Pro lovy vysoké zvěře byla v okolí Kratochvíle vybudována rozsáhlá obora založená již Jakubem Krčínem. Po převzetí objektu Vilémem z Rožmberka byla obora rozšířena až na konečný rozsah přibližně 3 000 hektarů. Během skupování pozemků pro oboru došlo k zániku několika vesnic v okolí Netolic. V historii budování obor v Čechách se jedná o ojedinělý případ, kdy na úkor panských loveckých revírů byla likvidována vesnická zástavba.
Vilém z Rožmberka zemřel v roce 1592 a dědicem většiny jeho majetku se stal mladší bratr a poslední Rožmberk Petr Vok. Ten na Kratochvíli nadále zajížděl, doloženy jsou i další pobyty Vilémovy poslední manželky Polyxeny z Pernštejna. Kratochvíle nikdy nebyla určena k trvalému obývání, což dokládá archivní záznam z roku 1598, kdy se při jedné z návštěv Petra Voka projevil nedostatek nádobí a vázlo i zásobování. Kvůli obrovskému zadlužení rožmberského dědictví přistoupil Petr Vok na prodej části rodového majetku. I když se stěžejního podílu rožmberského dědictví vzdával velmi nerad, k rozhodnutí o prodeji přispěl rok 1600, kdy dosud výnosné Netolicko zasáhla neúroda, hromadný úhyn zvěře v oboře a povodeň, která postihla i Kratochvíli. V roce 1602 prodal Petr Vok celé českokrumlovské panství císaři Rudolfovi II., respektive královské komoře. Součástí této transakce byl i zámek Kratochvíle, odkud bylo před prodejem odvezeno vybavení do Třeboně. Rudolf II. Kratochvíli nikdy nenavštívil, ale hned po převzetí zámku pověřil krumlovského malíře Bartoloměje Beránka-Jelínka vyhotovením několika obrazů, které měly zachytit pohled na letohrádek z různých stran (objednané obrazy jsou dnes nezvěstné). Zámek v té době chátral, nikdo jej nenavštěvoval a v roce 1611 byl vážně poškozen při vpádu pasovských.
Po porážce stavovského povstání se novým majitelem krumlovského panství včetně Kratochvíle stal vlivný císařský rádce kníže Jan Oldřich z Eggenbergu, který je dostal darem od císaře Ferdinanda II. Za Eggenbergů došlo k provizorním opravám zámku poškozeného válečnými událostmi. Obnovený zájem o Kratochvíli spadá do doby Jana Kristiána z Eggenbergu a jeho manželky Marie Ernestiny, rozené Schwarzenbergové. Manželé Kratochvíli často navštěvovali a v zámku a přilehlé zahradě se v té době konaly koncerty a divadelní představení. V roce 1684 byla opravena vstupní věž a k adaptacím došlo také v interiérech. Ve dvou etapách (1654 a 1696) byla nakonec zbořena původní tvrz Jakuba Krčína stojící dosud v areálu zámku. Odrazem rodové reprezentace Eggenbergů byla mimo jiné rozměrná obrazová mapa zachycující stav zámku a jeho okolí v roce 1686 (autor Heinrich de Veerle).
Po vymření Eggenbergů přešel zámek dědictvím na spřízněný rod Schwarzenbergů. Za knížete Josefa Adama Schwarzenberga došlo v letech 1762–1764 k radikální přestavbě, byly strženy bohatě zdobené komíny a zámek dostal mansardovou střechu. V 19. století byly na Kratochvíli zřízeny byty pro úředníky netolického velkostatku, později sem byl umístěn také sirotčinec a archiv. Takto účelovému využití neodpovídala bohatá umělecká výzdoba, a proto došlo k částečné likvidaci umělecky hodnotných štuků a nástropních maleb, které byly zabíleny.

### 20. století
V době před pozemkovou reformou čítal nemovitý majetek krumlovského majorátu knížete Jana Nepomuka ze Schwarzenberka 176 379 ha a byl rozčleněn do 12 velkostatků.  Kratochvíle byla součástí velkostatku Netolice, který s rozlohou téměř 11 000 hektarů půdy patřil k největším pozemkovým celkům ve vlastnictví Schwarzenbergů. Netolický velkostatek byl zcela vyvlastněn hned v první etapě pozemkové reformy a na zámku Kratochvíle sídlil přídělový komisariát pro velkostatky Netolice-Libějovice-Radomilice-Hluboká.
Zámek Kratochvíle zůstal v majetku státu, ministerstvo zemědělství, které při provádění pozemkové reformy obdrželo rybníky, dva zbytkové statky a převzalo lesy velkostatku Netolice. Obytné budovy v blízkosti zámku pro zaměstnance velkostatku ministerstvo zemědělství určilo k ubytování několika rodin penzionovaných zaměstnanců velkostatku.
V letech 1926–1933 zde bylo Správou statků zřízeno malé zemědělské muzeum, které vedl správce Státních statků ing. Svoboda (strážil zahradník p. Faktor). Muzeu ale konkurovalo městské muzeum na radnici se sbírkami školního ředitele Hampla. Na konci druhé světové války zámek sloužil k uchovávání sbírek Městského muzea v Českých Budějovicích. Za druhé světové války byly v zámku umístěny depozitáře muzea v Českých Budějovicích. V roce 1950 převzala objekt Národní kulturní komise a zařadila jej mezi památky I. kategorie. Zámek byl zpřístupněn veřejnosti, ale souběžně od padesátých let 20. století probíhaly restaurátorské práce na malířské a štukové výzdobě. V letech 1981–1992 byl provedena obnova zámecké zahrady. V zámku byla v roce 1981 instalována expozice českého animovaného filmu s vystavenými originály prací mj. Václava Čtvrtka, Břetislava Pojara, Jiřího Trnky, Hermíny Týrlové a Karla Zemana. Expozice byla v roce 2007 uzavřena a odvezena, kvůli finančním problémům majitele sbírky, společnosti Krátký film. Zámek následně přešel pod správu Národního památkového ústavu a v letech 2006–2011 proběhla jeho další rekonstrukce v rámci projektu nazvaného Renesance renesance. Obnova byla dokončena v roce 2011 instalací prohlídkových tras s důrazem na dobu posledních Rožmberků.

## Popis
Zámek je obklopen zdí s baštami, v průčelí s hospodářskými stavbami, kaplí Narození Panny Marie a vstupní věží. Vnitřní zahrada zámku byla založena v renesančním slohu s fontánami. Od zámku je oddělena vodním příkopem. Podle uspořádání přízemí obytného stavení se Maggi přiblížil jednomu z vilových návrhů Francesca di Giorgio Martini a podobná je i dispozice známé římské vily Farnesiny od Baldassare Peruzziho z let 1505–1511. Do zámku se vchází tzv. Vstupním sálem v přízemí. V jeho sousedství se nachází Pokoj Jana Zrinského, který byl soukromým apartmánem hraběte Jana Zrinského, synovce posledních Rožmberků a předurčeného dědice rožmberského dominia. Další místnosti v přízemí odkazují na osobnost vlivného rožmberského úředníka a dvořana Jana Hagena Nejokázalejší místností zámku je velký přijímací Zlatý sál v prvním patře zdobený malířskými výjevy z antické mytologie. Na něj navazují soukromé prostory Viléma z Rožmberka (Zlatý pokoj, Pokoj Viléma z Rožmberka). Tyto místnosti kromě malířských fresek disponují hodnotnou štukovou výzdobou s bohatým zlacením, což patřilo k reprezentaci Viléma z Rožmberka jako prvního muže království.

## Návštěvnost
| Rok  | Počet návštěvníků |
| ---- | ----------------- |
| 2012 | 32 164            |
| 2013 | 27 580            |
| 2015 | 34 940            |
| 2016 | 10 526            |
| 2017 | 34 896            |

Po dokončení přestavby zámku do původní podoby z konce 16. století v roce 2011 navštívilo téměř 42 000 lidí, ve srovnání s rokem 2010 se návštěvnost zvýšila o 40 %. V dalších dvou letech sice znovu poklesla – v roce 2012 přes 32 000 lidí a v roce 2013 téměř 28 000 lidí, ale v roce 2014 se znovu zvýšila – přes 36 000 lidí. Zámek se tak zařadil na sedmé místo v návštěvnosti mezi 13 kulturními památkami ve správě Národního památkového ústavu v Jihočeském kraji, zatímco o rok dříve byl desátý a v roce 2011 osmý.

## Zámek v literatuře
V roce 1934 sem Vladislav Vančura umístil děj románu Konec starých časů. Jiří Menzel však v roce 1989 pro filmovou podobu použil zámek Krásný Dvůr.

## Zajímavost
Na půdě zámku sídlí v létě kolonie netopýra velkého a zámek byl proto vyhlášen za evropsky významnou lokalitu v soustavě Natura 2000.